# Малыгин (ледокол, 1916)
«Малыгин» — ледокольный пароход, заложенный в Российской империи и достроенный в Финляндии под названием «Войма» (фин. Voima, «Сила»).

## История судна
В 1916 году заложен на верфи «Беккер и Ко» в Ревеле как «Шторм».
В 1924 году достроен на Сандвикской верфи в Хельсинки и спущен на воду под названием «Voima».
В 1945 году передан СССР, назван в честь русского полярного исследователя С. Г. Малыгина.
Сдан на слом в 1970 году.